# Санчес, Химар
Химар Омар Санчес Гомес (исп. Jimar Omar Sánchez Gómez; 29 ноября 2003 года, Панама) — панамский футболист, защитник клуба «Пласа Амадор».

## Клубная карьера
Воспитанник клуба «Пласа Амадор». Впервые в заявку попал 15 февраля 2023 года на матч против «Университарио». Дебютировал 22 июля в игре с «Потрос-дель-Эсте», выйдя в стартовом составе и забив головой гол, чем принёс своей команде победу.

## Карьера в сборной
В составе молодёжной сборной принял участие в Тулонском турнире 2024. Дебютировал 6 июня 2024 года в первом матче группового этапа против сборной Индонезии, заменив на 90-й минуте Ариэля Арройо. Впервые в стартовом составе вышел спустя два дня в игре со сборной Украины. Вместе с командой занял четвёртое место в группе, а благодаря победе над сборной Саудовской Аравии в плей-офф — итоговое седьмое.